# 米科拉伊夫卡 (康斯坦丁尼夫卡市鎮)
46°48′5″N 33°51′21″E / 46.80139°N 33.85583°E
米科拉伊夫卡（烏克蘭語：Миколаївка），是烏克蘭的村落，位於該國南部赫爾松州，由卡霍夫卡區的康斯坦丁尼夫卡市鎮負責管轄，始建於1890年，面積16平方公里，海拔高度52米，2001年人口216，人口密度每平方公里13.5人。